# مسجد الشيخ الطوسي
مرقد ومسجد الشيخ الطوسي وهو من مساجد العراق التاريخية وهو المكان الذي دفن فيه الشيخ الطوسي المعروف ب "شيخ الطائفة"، ويقع المسجد في مدينة النجف القديمة قرب مرقد الإمام علي في محلة المشراق، وتقام فيه صلاة الجمعة ومجالس العزاء والكثير من المناسبات الدينية الأخرى.

## أهمية المسجد
هو من مساجد النجف القديمة، حيث كان داراً لشيخ الطائفة أبي جعفر محمد بن الحسن الطوسي، وقبل وفاته سنة 460 للهجرة أوصى أن يبنى الدار مسجداً من بعده، ويعتبر هذا الجامع مركزا للعلم والتحصيل في كل أدواره، كما يزور المسجد الكثير من الزوار من خارج وداخل العراق.